# Enterolobium maximum
Enterolobium maximum är en ärtväxtart som beskrevs av Adolpho Ducke. Enterolobium maximum ingår i släktet Enterolobium och familjen ärtväxter. Inga underarter finns listade i Catalogue of Life.